# Petr Gazdík (herec)

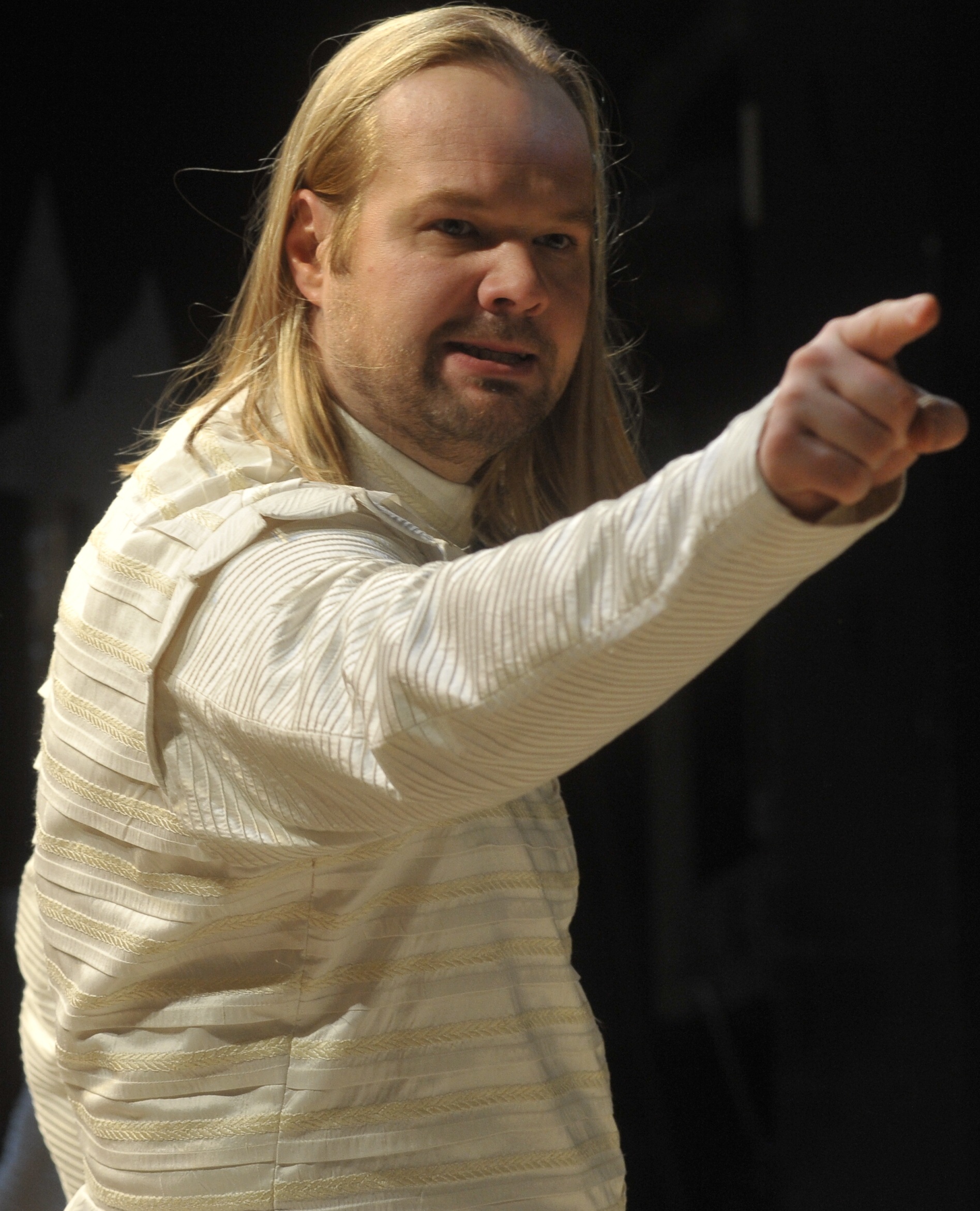
Petr Gazdík (Večer tříkrálový aneb Cokoli chcete)

Petr Gazdík (* 6. července 1975 Brno) je český herec, zpěvák a divadelní režisér. Je šéfem muzikálové sekce Městského divadla Brno.
K divadlu se dostal velice brzy asi ve svých 4 letech, kdy hrál v několika menších rolích jako v Macbethovi. Herectví vystudoval v roce 1993 na brněnské konzervatoři a následně začal studovat muzikálové herectví na Divadelní fakultě Janáčkovy akademie múzických umění v Brně, které ale nedokončil. Ještě jako studentovi mu Stanislav Moša svěřil první velké role, např. rytíře Des Grieuxe v Manon Lescaut nebo třeba Essexe v Alžbětě Anglické. Členem Městského divadla Brno (MdB) se stal v roce 1997, roku 2003 začal působit jako šéf muzikálového souboru MdB a od roku 2008 také jako režisér a překladatel. V roce 2009 režíroval původní muzikál Singoalla. V témže roce získal cenu Thálie za roli Jeana Valjeana v muzikálu Bídníci. V roce 2014 dokončil studium programu MBA prostřednictvím soukromé školy B.I.B.S. na Nottingham  University.
Je synem divadelníka Svetozara Chytila a herečky Jany Gazdíkové. Jeho životní partnerkou je herečka Ivana Vaňková, se kterou má syna Josefa. Z předchozího vztahu má syna Adama.

## Role vMěstském divadle Brno
- Dr. Henry Jekyll / Mr. Edward Hyde – Jekyll & Hyde
- Billy Flin – Chicago
- Jakschitz – V jámě lvové
- Jan – Svět plný andělů
- Tony – West Side Story
- Faraón – Josef a jeho úžasný pestrobarevný plášť
- David, mladý sochař – Peklo
- Jidáš Iškariotský – Jesus Christ Superstar
- Jean Valjean – Les Misérables (Bídníci)
- Darryl van Horne – Čarodějky z Eastwicku
- Blahobyl Všemocný – Cats
- Robert/Oberon – Let snů LILI